# Rangen (Weißenbrunn)
Rangen ist ein Gemeindeteil der Gemeinde Weißenbrunn im Landkreis Kronach (Oberfranken, Bayern).

## Geografie
Die Einöde liegt am Schlottermühlbach in unmittelbarer Nachbarschaft zu der Schlottermühle im Süden. Eine Gemeindeverbindungsstraße führt nach Weißenbrunn zur Bundesstraße 85 (1,2 km nordwestlich) bzw. nach Grün (1,4 km südlich).

## Geschichte
Gegen Ende des 18. Jahrhunderts gab es in Rangen ein Anwesen. Das Hochgericht übte das Rittergut Weißenbrunn aus. Es hatte ggf. an das bambergische Centamt Kronach auszuliefern. Die Grundherrschaft über das Frongut hatte das Rittergut Weißenbrunn.
Mit dem Gemeindeedikt wurde Rangen dem 1808 gebildeten Steuerdistrikt Weißenbrunn und der 1818 gebildeten Ruralgemeinde Weißenbrunn zugewiesen.

### Einwohnerentwicklung
| Jahr      | 001818 | 001861 | 001871 | 001885 | 001900 | 001925 | 001950 | 001961 | 001970 | 001987 |
| Einwohner |        | 11     | 19     | 18     | 6      | 8      | 9      | 8      | 5      | 4      |
| Häuser    | 1      |        |        | 3      | 1      | 1      | 1      | 1      |        | 1      |
| Quelle    | [ 5 ]  | [ 7 ]  | [ 8 ]  | [ 9 ]  | [ 10 ] | [ 11 ] | [ 12 ] | [ 13 ] | [ 14 ] | [ 1 ]  |

## Religion
Der Ort ist seit der Reformation evangelisch-lutherisch geprägt und in die Dreieinigkeitskirche (Weißenbrunn) gepfarrt.